# گرت اوانز (بازیکن فوتبال، زاده۱۹۶۷)
گرت اوانز (انگلیسی: Gareth Evans؛ زادهٔ ۱۴ ژانویهٔ ۱۹۶۷) بازیکن فوتبال اهل بریتانیا است.
از باشگاه‌هایی که در آن بازی کرده‌است می‌توان به باشگاه فوتبال استوک سیتی، باشگاه فوتبال روترهام یونایتد، باشگاه فوتبال هیبرنین، باشگاه فوتبال کاونتری سیتی، باشگاه فوتبال پاتریک تیسل، و باشگاه فوتبال نورث‌همپتون تاون اشاره کرد.